# Wilmia brasiliensis
Wilmia brasiliensis är en svampart som beskrevs av Dianese, Inácio & Dorn.-Silva 2001. Wilmia brasiliensis ingår i släktet Wilmia och familjen Phaeosphaeriaceae.   Inga underarter finns listade i Catalogue of Life.